# Mieke Pullen
Mieke Pullen-Hombergen ('s-Hertogenbosch, 14 juli 1957 – Haaren, 28 januari 2003) was een Nederlandse langeafstandsloopster, die gespecialiseerd was in de marathon. Ze liep ruim dertig marathons, waarvan ze er vijftien won. Ze werd viermaal Nederlands kampioene in deze discipline.

## Biografie
Pullen begon pas op 30-jarige leeftijd met atletiek. Haar eerste succes boekte ze in 1990 bij de marathon van Eindhoven door deze wedstrijd te winnen en en passant de Nederlandse titel op de marathon te veroveren. Een jaar later won ze, naast deze wedstrijd, de marathon van Amsterdam in 2:41.14.
In 1992 probeerde ze bij de marathon van Rotterdam een olympische kwalificatie af te dwingen. De limiet voor de Olympische Spelen van Barcelona lag dat jaar op 2 uur en 34 minuten. Ze finishte in 2:38.06 en moest hierdoor haar olympische droom laten varen. Wel werd ze voor de tweede maal Nederlands kampioene.
Haar persoonlijk record van 2:36.14 vestigde ze op 40-jarige leeftijd (1997) tijdens de marathon van Eindhoven. In 2001 won ze op haar verjaardag in het Australische Brisbane het wereldkampioenschap voor veteranen. Ze voltooide deze wedstrijd om de wereldtitel in 2:46.27.
Pullen kwam op 45-jarige leeftijd om het leven tijdens een trainingsronde. Haar man (en sinds 1996 trainer), Gerard Notenboom, had haar 's ochtends in de omgeving van het Noord-Brabantse Haaren afgezet om hardlopend naar haar werk te gaan. Toen ze niet was aangekomen op haar werk in 's-Hertogenbosch ging Notenboom op onderzoek uit en vond haar tegen het middaguur in een greppel naast de Belversedijk in Haaren. Uit sporen- en passantenonderzoek werd vastgesteld, dat ze vermoedelijk was aangereden door een personenauto. De man die haar aanreed verklaarde, dat hij haar niet met opzet had aangereden. Hij wist niet dat hij iemand had aangereden, omdat hij dacht dat het om een vogel ging. De man stopte nog wel om te kijken wat er was gebeurd, maar zag niets op de weg. Op de plek van het ongeluk bevindt zich een gedenksteen.
Pullen trainde tweemaal per dag en liep tot 200 kilometer per week. Ze woonde in Oisterwijk en was aangesloten bij DAK, PAC en later bij PSV atletiek. Sinds 2003 wordt aan de veteraan die als eerste finisht bij een Nederlands kampioenschap marathon de Mieke Pullen Trofee uitgereikt. Met de uitreiking van de trofee wil de organisatie Mieke Pullen postuum huldigen voor hetgeen zij heeft betekend voor de veteranensport in het algemeen en voor de marathon van Eindhoven in het bijzonder.

## Nederlandse kampioenschappen
| Onderdeel | Jaar                   |
| --------- | ---------------------- |
| marathon  | 1990, 1992, 1997, 1998 |

## Persoonlijke records
Baan
| Onderdeel | Prestatie | Datum | Plaats    |
| --------- | --------- | ----- | --------- |
| 3000 m    | 9.51      | 1997  | Eindhoven |
| 5000 m    | 16.40     | 1996  | Vught     |

Weg
| Onderdeel      | Prestatie | Datum             | Plaats              |
| -------------- | --------- | ----------------- | ------------------- |
| 10 km          | 34.20     | 1997              | Bergentheim         |
| 15 km          | 51.20     | 1997              | Alphen aan den Rijn |
| 10 Eng. mijl   | 56.35     | 1996              | Oss                 |
| 20 km          | 1:10.51   | 1997              | Beverwijk           |
| halve marathon | 1:13.21   | 27 september 1997 | Veghel              |
| 25 km          | 1:29.12   | 1996              | Zevenbergen         |
| 30 km          | 1:51.29   | 18 februari 2001  | Schoorl             |
| marathon       | 2:36.14   | 12 oktober 1997   | Eindhoven           |

## Palmares

### 10 km
- 1990:  Coenecooploop in Waddinxveen - 34.42
- 1991:  Parelloop - 34.51
- 1995: 5e Schiphol - 35.13
- 1995: 6e Konmar Run in Rotterdam - 35.39
- 1996:  Hardinxveld Giessendam - 35.35
- 1996: 5e Konmar Run in Rotterdam - 35.10
- 1997:  Banthumloop - 34.31
- 1997: 4e Hapert - 34.57
- 1998:  Sint Bavoloop in Rijsbergen - 36.01
- 1999:  Sint Bavoloop in Rijsbergen - 36.06
- 2000:  Zwitserloot Dak Run - 36.07
- 2000: 4e Spanderswoudloop in Hilversum - 36.43
- 2001: 11e 10 km van Groesbeek - 36.20
- 2001: 22e Tilburg Ten Miles - 37.59 (3e V40 )
- 2001: 13e Parelloop - 36.35
- 2002:  Herdgang - 35.59
- 2002: 10e Zwitserloot Dak Run - 37.45
- 2002: 30e Tilburg Ten Miles - 38.09 (1e V40)
- 2002:  Herdgang in Eindhoven - 35.59

### 15 km
- 1987: 6e Zevenheuvelenloop - 1:00.36
- 1988:  Zevenheuvelenloop - 56.10
- 1989: 5e Zevenheuvelenloop - 54.52
- 1990:  Zevenheuvelenloop - 54.18
- 1991: 10e Zevenheuvenloop - 55.33
- 1992: 9e Zevenheuvelenloop - 53.46
- 1993: 11e Zevenheuvelenloop - 54.07
- 1994: 14e Zevenheuvelenloop - 53.58
- 1995:  Jan Knijnenburgloop - 53.09
- 1995:  Wolphaartsdijk - 53.45
- 1996: 11e Zevenheuvelenloop - 53.41
- 1996: 6e Wolphaartsdijk - 55.20
- 1997: 7e Wolphaartsdijk - 55.14
- 1997: 13e Zevenheuvelenloop - 53.40
- 1997:  Montferland Run - 53.03
- 1998: 12e Hans Verkerk in Alphen aan den Rijn - 53.30
- 1998: 4e Haagse Beemden Loop - 54.49
- 1998: 7e Wolphaartsdijk - 56.06
- 1998:  Montferland Run - 54.50
- 1998: 11e Zevenheuvelenloop - 54.47
- 1999: 7e Haagse Beemdenloop - 54.48
- 1999: 13e Zevenheuvelenloop - 55.12 (1e V40)
- 1999: 5e Wolphaartsdijk - 56.36
- 1999: 6e Montferland Run - 54.19
- 2000:  Leidsche-Rijn - 53.44
- 2000: 19e Zevenheuvelenloop - 55.54 (1e V40)
- 2000: 4e Montferland Run - 55.42 (4e V40)
- 2001: 8e Montferland Run - 56.29 (2e V40)
- 2002:  15 km van Oisterwijk - 54.58
- 2002: 6e Montferland Run - 56.46

### 10 Eng. mijl
- 1991: 5e Den Haag - 58.26
- 1992: 10e Telematica Run - 58.29
- 1992: 9e Dam tot Damloop - 57.44
- 1994: 5e Telematica Run - 58.04
- 1995:  Zuiderster in Rotterdam - 59.23
- 1997: 10e Telematica Loop - 58.53
- 1998:  Oostende Brugge Ten Miles - 57.25
- 1998: 8e Dam tot Damloop - 57.47
- 1999:  Gildehuysloop - 58.18
- 1999: 6e Telematica Run - 59.42
- 1999: 4e Oostende Brugge Ten Miles - 58.11 (1e master)
- 2000: 6e Oostende Brugge Ten Miles - 57.32 (1e master)
- 2000: 14e Zeebodemloop - 1:00.40
- 2001: 8e Fila Zeebodemloop in Lelystad - 59.15
- 2001: 9e Gildehuysloop - 1:01.23
- 2002: 6e 10 EM van Beverwijk - 1:00.01

### halve marathon
- 1990:  halve marathon van Utrecht - 1:19.40
- 1991: 7e halve marathon van Egmond - 1:21.12
- 1991: 12e City-Pier-City Loop - 1:14.37
- 1992: 10e halve marathon van Egmond - 1:19.13
- 1992:  Bredase Singelloop - 1:14.10
- 1993: 11e halve marathon van Egmond - 1:17.32
- 1993: 5e Bredase Singelloop - 1:16.02
- 1994: 6e NK in Wolphaartsdijk - 1:20.44
- 1995: 14e City-Pier-City Loop - 1:17.07
- 1995:  halve marathon van Monster - 1:19.20
- 1996: 10e City-Pier-City Loop - 1:16.40
- 1996: 5e NK in Deventer - 1:17.25
- 1996:  halve marathon van Uden - 1:14.24
- 1996:  halve marathon van Brabant - 1:15.15
- 1996: 4e Houtwijk Kerstloop in Dronten - 1:19.44
- 1997: 10e halve marathon van Egmond - 1:21.13
- 1997:  halve marathon van Best - 1:15.54
- 1997: 4e NK in Enschede - 1:15.34 (5e overall)
- 1997: 10e City-Pier-City Loop - 1:14.03
- 1997:  halve marathon van Deurne - 1:14.45
- 1997:  Veghel-Uden-Veghel - 1:13.21
- 1997:  halve marathon van Brabant (Etten-Leur) - 1:14.20
- 1998: 13e halve marathon van Egmond - 1:19.25
- 1998:  Goed Beter Best Loop - 1:16.36
- 1998:  Marquetteloop - 1:16.09
- 1998:  halve marathon van Deurne - 1:16.05
- 1998:  Stadsloop in Maastricht - 1:17.31
- 1998: 7e Singelloop Utrecht - 1:16.43
- 1998: 4e Houtwijk Kerstloop in Dronten - 1:17.02
- 1999: 15e halve marathon van Egmond - 1:18.43
- 1999:  Marquetteloop - 1:16.07
- 1999: 14e Dam tot Damloop - 1:18.43
- 1999: 12e Breda Singelloop - 1:16.34
- 2000: 15e halve marathon van Egmond - 1:22.09
- 2000: 6e NK in Den Haag - 1:17.22 (18e overall)
- 2000:  CAI Westland - 1:16.59
- 2001: 14e halve marathon van Egmond - 1:22.20
- 2001: 5e Goed, Beter Bestloop - 1:18.48
- 2001:  Marquetteloop - 1:20.35
- 2001:  halve marathon van Drunen - 1:17.14
- 2001:  halve marathon van Eindhoven - 1:18.57
- 2002:  Goed, Beter, Best-Loop in Best - 1:18.49
- 2002:  Marquetteloop - 1:18.47
- 2002: 8e halve marathon van Zwolle - 1:21.24
- 2002:  halve marathon van Eindhoven - 1:18.25
- 2003: 4e Goed, Beter, Best-Loop - 1:17.59 (26 januari)

### NK marathon
- 1990:  NK in Maassluis - 2:44.52 (2e overall)
- 1991:  NK in Rotterdam - 2:41.01 (5e overall)
- 1992:  NK in Rotterdam - 2:38.06 (4e overall)
- 1994:  NK in Rotterdam - 2:44.05 (13e overall)
- 1995: 4e NK in Rotterdam - 2:47.12 (8e overall)
- 1997:  NK in Eindhoven - 2:36.14 (1e overall)
- 1998:  NK in Eindhoven - 2:42.02 (2e overall)
- 1999:  NK in Eindhoven - 2:39.47 (4e overall)
- 2001: 4e NK in Rotterdam - 2:41.42 (14e overall)

### marathon
- 1988: 4e marathon van Eindhoven - 2:53.44
- 1989:  marathon van Maassluis - 2:46.56
- 1989: 22e marathon van Berlijn - 2:41.46
- 1990:  marathon van Eindhoven - 2:44.59
- 1991:  marathon van Eindhoven - 2:46.28
- 1991:  marathon van Amsterdam - 2:41.14
- 1992: 4e marathon van Capri - 2:37.15
- 1993:  marathon van Frankfurt - 2:38.19
- 1994:  marathon van Enschede - 2:42.08
- 1994:  marathon van Zwolle - 2:39.43
- 1994:  marathon van Singapore - 2:50.38
- 1995: 13e marathon van Berlijn - 2:41.11
- 1996: 24e Boston Marathon - 2:41.55
- 1996:  marathon van Enschede - 2:41.13
- 1996:  marathon van Eindhoven - 2:43.03
- 1996:  marathon van Singapore - 2:51.00
- 1997:  Westland marathon - 2:36.51
- 1998: 8e marathon van Rotterdam - 2:39.00
- 1999: 7e marathon van Rome - 2:42.18
- 2000:  marathon van Almere - 2:41.06
- 2001:  WK veteranen in Brisbane - 2:46.27
- 2002:  marathon van Almere - 2:41.47

### overige afstanden
- 1989:  Groet uit Schoorl Run (30 km) - 2:02.54
- 1999:  Asselronde (27,5 km) - 1:40.39
- 2001:  Groet Uit Schoorl Run (30 km) - 1:51.37
- 2000:  Asselronde (27,5 km) - 1:41.20
- 2000:  Asselronde (27,5 km) - 1:45.55
- 2002:  Groet uit Schoorl Run (30 km) - 1:53.20

### veldlopen
- 1998: 22e Sylvestercross - 21.18
- 1999: 26e Warandeloop - 22.49
- 2000: 23e Warandeloop - 23.35
- 2001:  V40 Warandeloop - 57.08
- 2002:  V40 Warandeloop - 56.42
- 2002:  Internationale Geminicross - 19.24
- 2003:  V40 Warandeloop - 21.44